# Taşköprü

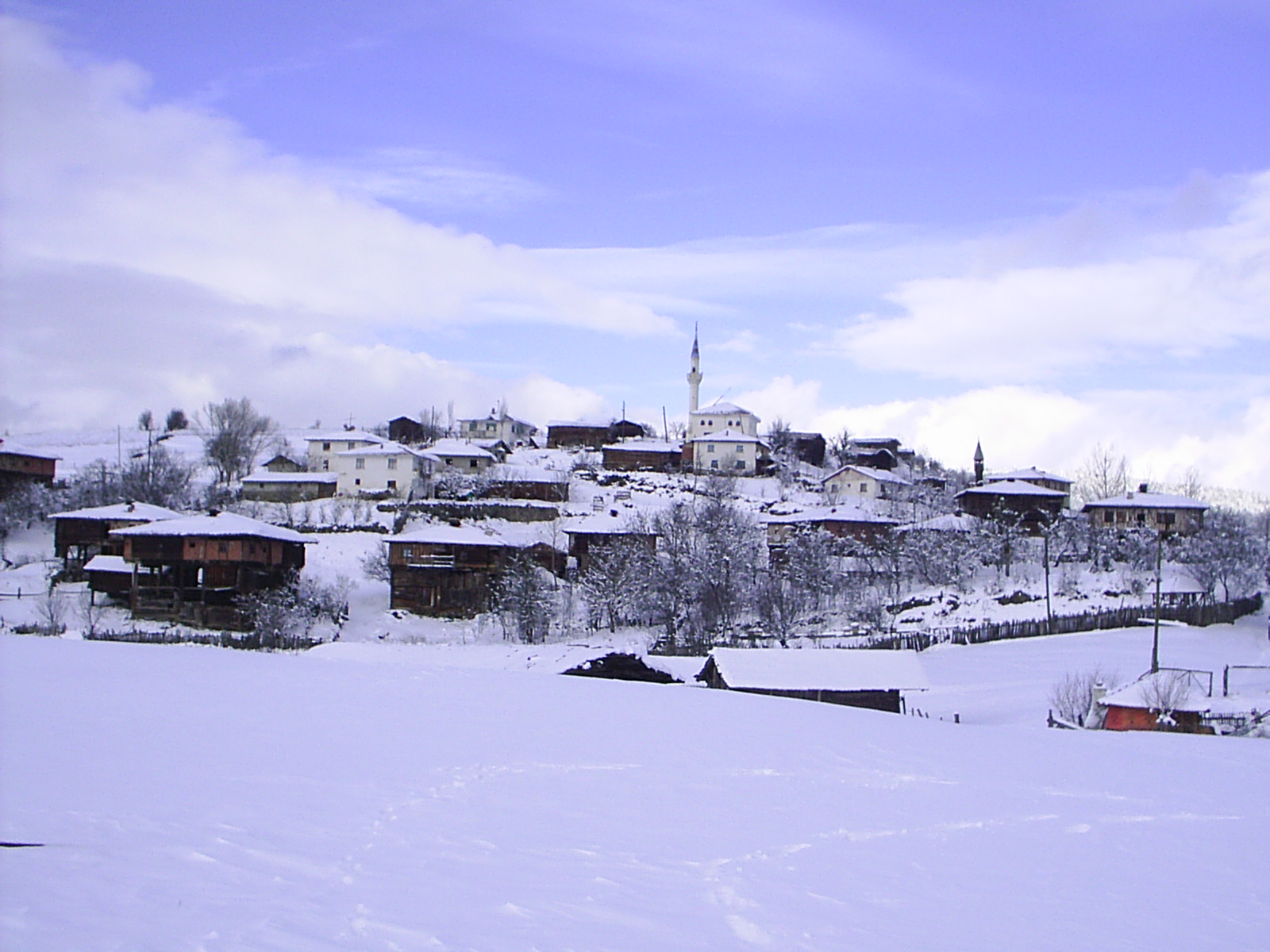
Das Dorf Çambaşı

Taşköprü ist eine Stadt und Hauptort des gleichnamigen Landkreises in der nordanatolischen Provinz Kastamonu.

## Lage

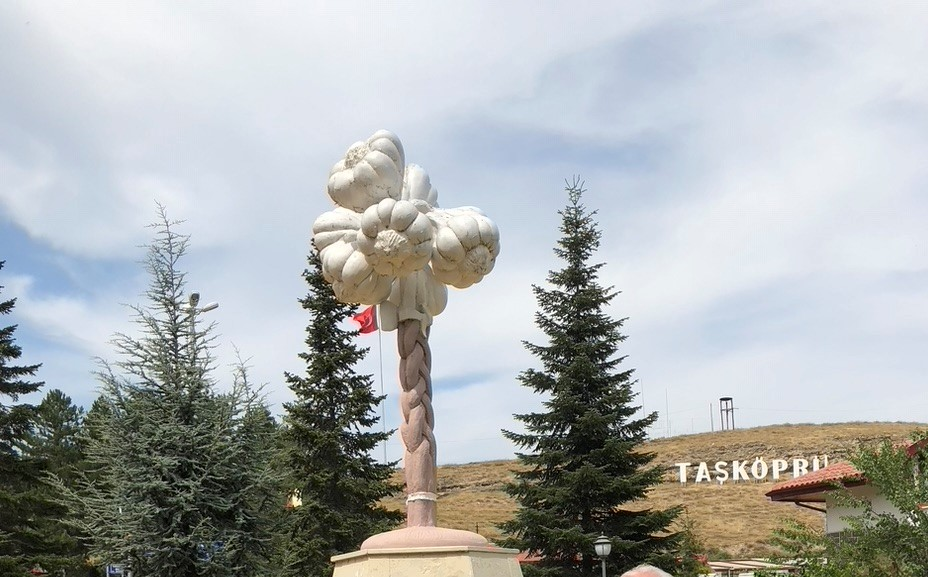
Knoblauchdenkmal von Taşköprü

Taşköprü liegt in der Schwarzmeerregion an der Fernstraße D030, etwa 38 km ostnordöstlich (71°) von der Provinzhauptstadt Kastamonu. Die Stadt liegt im Flusstal des Gökırmak (der antike Amnias).
Die Gegend ist landwirtschaftlich geprägt, Ackerbau und Viehhaltung bilden die Haupterwerbsquellen. Knoblauch wird hier großflächig angebaut. Knoblauch aus Taşköprü ist überregional bekannt.
Der heutige Name bedeutet „Steinbrücke“ und geht auf die 70 m lange historische Brücke über den Fluss zurück. Aus einer irrtümlichen Lesung einer Inschrift legte man lange Zeit das Baujahr der Brücke auf 1366. Neueren Untersuchungen zufolge hat die Inschrift mit der Steinbrücke nichts zu tun. Die mit Marmorspolien erbauten Brückenpfeiler gehen möglicherweise auf die römische Zeit zurück. Die Brücke selbst wurde nach Flutkatastrophen immer wieder renoviert und verändert. Ihre heutige Gestalt geht wohl auf eine Renovierung Ende des 19. Jh. zurück. Bei den jüngsten Restaurierungsarbeiten des staatlichen Straßenbauamtes kam der Schlussstein des mittleren Bogens zum Vorschein, auf dem sich ein mittelbyzantisches Reliefkreuz (7.–11. Jh.) befindet.
Der Ort wurde 1869 gegründet. Nach einem Brand im Jahr 1927 wurden die Straßen der Stadt rechtwinklig angelegt.

## Landkreis
Der größte Landkreis der Provinz liegt im Südosten dieser und grenzt an den Kreis Tosya im Süden, den zentralen Landkreis (Merkez) Kastamonu im Westen, den Kreis Devrekani im Nordwesten, den Kreis Çatalzeytin im Norden und den Kreis Hanönü im Nordosten sowie den Kreis Boyabat (Provinz Sinop) im Süden und den Kreis Kargı (Provinz Çorum) im Südosten.
Ende 2020 bestand der Landkreis neben der Kreisstadt (mit 45 % der Kreisbevölkerung) aus 126 Dörfern (Köy) mit durchschnittlich 163 Bewohnern. Die Skala der Einwohnerzahlen reicht von 1128 (Alatarla) bis 41 (Ortaöz). 51 Dörfer hatten mehr als der Durchschnitt (163) Einwohner, 75 hatten weniger Einwohner. Die Bevölkerungsdichte (21,3) liegt unter dem Provinzdurchschnitt (28,8 Einw. je km²).
Nordwestlich von Taşköprü liegt die Karadere-Talsperre.

## Archäologie
Taşköprü ist zum Teil auf der antiken Stadt Pompeiopolis gebaut, die von Gnaeus Pompeius Magnus im 1. Jahrhundert v. Chr. gegründet und nach ihm benannt wurde. Im Sommer 2006 startete, ausgehend vom Institut für Klassische Archäologie der Ludwig-Maximilians-Universität München, ein von der Deutschen Forschungsgemeinschaft gefördertes interdisziplinär-internationales Forschungsprojekt unter der Leitung von Latife Summerer zur Erforschung des antiken Pompeiopolis.